# Liten apostlalilja
Liten apostlalilja (Neomarica gracilis) är en växtart inom familjen irisväxter och förekommer naturligt i västcentrala och sydöstra Brasilien och naturaliserad på många håll i Latinamerika. Arten odlas ibland som krukväxt i Sverige.
Liten apostlaliljan är en flerårig, städsegrön ört med krypande jordstammar och kan bli upp till 60 cm hög. Bladen sitter i två rader och blir upp till 60 cm långa och 5 cm breda. Blomstjälken är tillplattad och bladlik. Blommorna sitter i små samlingar och blir upp till 6 cm i diameter, de är doftande. De yttre hyllebladen är vita och de intre är violetta mot spetsarna, båda är gulaktiga med röda markeringar vid basen. Pistillen är delad i tre grenar och varje pistillgren har tre upprätta flikar. 
Apostlalilja (N. northiana) är en liknande art. Den är dock något större och kan bli upp till 90 cm. Blommorna blir 6–10 cm i diameter och pistillens yttre flikar är upprätta, den mellersta ofta tillbakaböjd.

## Synonymer
Cipura gracilis (Herb.) Heynh.
Cypella gracilis (Herb.) Baker nom. illeg.
Cypella gracilis (Herb.) Klatt
Cypella gracilis f. humilis Baker
Marica gracilis Herb.
Moraea cultriformis Schott ex Klatt